# Уолдрон, Колин
Колин Уолдрон (англ. Colin Waldron; 22 июня 1948, Бристоль) — английский футболист, защитник.

## Футбольная карьера
Уроженец Бристоля, Уолдрон начал футбольную карьеру в клубе «Бери», сыграв за него 20 матчей и забив 1 гол в сезоне 1966/67. Летом 1967 года перешёл в лондонский клуб «Челси» за 25 тысяч фунтов. Дебютировал за «пенсионеров» 19 августа 1967 года в матче против «Вест Бромвич Альбион». Всего провёл за «Челси» 10 матчей. 24 октября 1967 года перешёл в «Бернли» за 30 тысяч фунтов.
28 октября 1967 года дебютировал за «Бернли» в матче против «Саутгемптона». Быстро закрепился в основном составе в качестве центрального защитника и вскоре был назначен капитаном «Бернли». В сезоне 1972/73 помог команде выиграть Второй дивизион и вернуться в Первый дивизион. В 1973 году забил победный гол в матче Суперкубка Англии против «Манчестер Сити». Выступал за «Бернли» до 1976 года, сыграв в общей сложности 356 матчей и забив 18 голов.
В мае 1976 года перешёл в «Манчестер Юнайтед». Дебютировал за «красных дьяволов» 4 октября 1976 года в игре Кубка Футбольной лиги против «Сандерленда». В октябре и ноябре того же года провёл за клуб ещё три матча в чемпионате, после чего перешёл в «Сандерленд».
С 1976 по 1978 год выступал за «Сандерленд», сыграв за «чёрных котов» 22 матча и забив 1 гол.
В 1978 и 1979 году выступал за клубы Североамериканской футбольной лиги «Талса Рафнекс» (11 матчей, 1 гол), «Филадельфия Фьюри» (16 матчей, 1 гол) и «Атланта Чифс» (14 матчей). В сезоне 1979/80 выступал за английский клуб «Рочдейл» (22 матча, 1 гол), где и завершил футбольную карьеру.

## Достижения
«Бернли»
- Победитель Второго дивизиона: 1972/73
- Обладатель Суперкубка Англии: 1973[англ.]